# Painesville
Painesville é uma cidade localizada no estado norte-americano de Ohio, no Condado de Lake.

## Demografia
Segundo o censo norte-americano de 2000, a sua população era de 17.503 habitantes.
Em 2006, foi estimada uma população de 17.933, um aumento de 430 (2.5%).

## Geografia
De acordo com o United States Census Bureau tem uma área de
17,3 km², dos quais 15,5 km² cobertos por terra e 1,8 km² cobertos por água. Painesville localiza-se a aproximadamente 253 m acima do nível do mar.

## Localidades na vizinhança
O diagrama seguinte representa as localidades num raio de 12 km ao redor de Painesville.